# Aaron Sacharowitsch Steinberg
Aaron Sacharowitsch Steinberg (geboren 12. Juni 1891 in Daugavpils, Russisches Kaiserreich; gestorben 7. August 1975 in London) war ein russischer Philosoph und Übersetzer.

## Leben
Aaron Sacharowitsch Steinberg war ein Sohn des Kaufmanns Zochar Shteinberg und der Helene Eliaschew, sein älterer Bruder Isaac Steinberg (1888–1957) war in der Russischen Revolution kurzzeitig Justizminister, seine Mutter wurde 1943 Opfer des Holocaust im Ghetto Kaunas. Steinberg wuchs dreisprachig in einer traditionellen jüdischen und bürgerlichen russischen und deutschen Kultur auf und besuchte das humanistische Gymnasium in Pärnu. Er studierte an der Universität Heidelberg Philosophie und Jura bei Emil Lask und Wilhelm Windelband und wurde 1913 mit einer Dissertation über das parlamentarische System in Russland promoviert. Nach Ausbruch des Ersten Weltkriegs wurde er in Deutschland interniert und kehrte erst 1918 nach Russland zurück. In St. Petersburg schloss er sich der philosophischen Organisation Wolfila an, der unter anderem Alexander Blok, Andrei Bely und Nikolai Berdjajew angehörten. Er unterrichtete die nächsten drei Jahre jüdische Philosophie an der 1918 gegründeten Jüdischen Universität in Petersburg und sah dort Simon Dubnow, zu einem Zusammentreffen kam es aber erst 1922 in Berlin, als beide aus dem kommunistischen Russland emigriert waren. Steinberg fand in Berlin Anschluss an einen Kreis russischer Emigranten mit David Koigen, Elias Tcherikower, Jakob Lestschinsky und Dubnow, zu dem sich auch sein Bruder gesellte. 1925 war er in Berlin Mitgründer des YIVO, das aber seinen Hauptsitz nach Wilna legte.
Als Siegmund Kaznelson vom Jüdischen Verlag für Dubnows zehnbändiges opus magnum Weltgeschichte des jüdischen Volkes einen Übersetzer aus dem Russischen ins Deutsche suchte, schlug Dubnow Steinberg vor. Steinberg übersetzte zusätzlich auch Dubnows Geschichte des Chassidismus aus dem Hebräischen.
Nach der Machtübergabe an die Nationalsozialisten floh Steinberg 1934 nach Großbritannien. Er heiratete 1935 Sophie Rosenblatt. In London war er Mitgründer des Jewish People’s College und war von 1940 bis 1945 Vorstandsmitglied des Institute of Jewish Learning. Er arbeitete von 1942 bis 1968 für den World Jewish Congress (WJC) und vertrat diesen von 1945 bis 1967 bei der UNESCO.
1960 organisierte er die Herausgabe einer Festschrift zum 100. Geburtstag Dubnows, der 1941 Opfer des Holocaust geworden war.

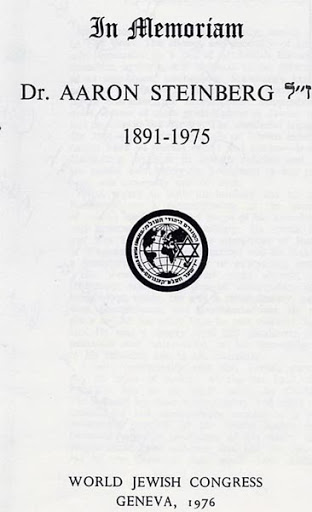
Gedächtnisschrift (1976)

## Schriften (Auswahl)
- Das Zweikammersystem und seine Gestaltung im Russischen Reiche. Heidelberg, Jur. Diss., 1913
- Pamjati Aleksandra Bloka. Petersburg, 1922
- Sistema svobody F. M. Dostoevskogo. Berlin : Verlag „Skythen“, 1923
  - Die Idee der Freiheit : Ein Dostojewskij-Buch. Übersetzung Jakob Klein. Luzern : Vita-Nova, 1936
- Die weltanschaulichen Voraussetzungen der jüdischen Geschichtsschreibung, in: Ismar Elbogen, Josef Meisl, Mark Wischnitzer (Hrsg.): Festschrift zu S. Dubnows 70. Geburtstag. Jüdischer Verlag, Berlin 1930, S. 24–40
- mit Jakob Lestschinsky, Mark Wischnitzer: The Jewish people. 2 Bände. New York : Jewish Encyclopedic Handbooks, 1945, 1946
- (Hrsg.): Simon Dubnow, the man and his work: a memorial volume on the occasion of the centenary of his birth, 1860–1960. Paris : French Section of the World Jewish Congress, 1963
- History as experience. Aspects of historical Thougt. New York : Ktav, 1983
- Druzʹi︠a︡ moikh rannikh let : 1911-1928. Paris : Sintaksis, 1991 (russisch)
- Literaturnyĭ arkhipelag. A Z Shteĭnberg. Moskau : Novoe literaturnoe obozrenie, 2009 (russisch)

Übersetzungen
- Simon Dubnow: Geschichte des Chassidismus : in 2 Bänden. Übersetzung A. Steinberg. Berlin, Jüdischer Verlag, 1931
- Simon Dubnow: Weltgeschichte des jüdischen Volkes : von seinen Uranfängen bis zur Gegenwart ; In 10 Bänden. Übersetzung A. Steinberg. Berlin, Jüdischer Verlag, 1925–29